# Gaedioxenis propinqua
Gaedioxenis propinqua är en tvåvingeart som beskrevs av Villeneuve 1939. Gaedioxenis propinqua ingår i släktet Gaedioxenis och familjen parasitflugor. Inga underarter finns listade i Catalogue of Life.